# نهر كتاتمبو
كتاتمبو (بالإسبانية: Río Catatumbo)‏ هو نهر يجري في شمال كولومبيا ويشكل جزءاً من الحدود الطبيعية بين كولومبيا وفنزويلا.
يبلغ طول النهر حوالي 340 كيلومتر، وهو يجري في منطقة غابات كتاتمبو المطيرة؛ قبل أن يصب في بحيرة ماراكايبو.
تحدث بالقرب من مصب النهر في البحيرة ظاهرة بروق كتاتمبو.